# Zambezi
Zambezi är en flod i södra Afrika och Afrikas fjärde längsta flod, med en längd som i olika källor anges mellan 2 660 och 3 540 km. Den har flera bifloder, bland annat Luangwafloden. Dess avrinningsområde är större än 1,3 miljon kvadratkilometer, vilket är Afrkas fjärde största.
Floden har sina källor i östra Angola och är en gränsflod mellan Zimbabwe och Zambia. Den flyter genom Moçambique innan den rinner ut i Indiska oceanen.

## Djurliv
Hela Zambezideltat och flodsystemet är ett hem för en mängd olika djurarter, däribland eland, geparder, leoparder, hyenor och lejon. Fåglar i området är bland annat vit pelikan, årta och sadelnäbbsstork. Det finns även över 500 fiskarter i floden.

## Klimat
Temperaturerna kring floden varierar beroende på höjden, men det vanligaste är att temperaturen ligger mellan 18 och 30°C. Vintermånaderna, vilka är maj till juni, är torra och svala, med en medeltemperatur på 20°C. Mellan augusti och oktober sker en stor ökning i temperaturen. Strax innan regnperioden är det inte ovanligt att temperaturen ligger på 40°C. Regnperioden varar från november till april. Under dessa månader får Zambezifloden i princip all sin nederbörd.

## Vegetation
Vegetationen längs Zambezifloden består till stor del av savann med lövträd och gräs. Mopaneskog är vanligt på de alluviala slätterna och är mycket känsligt för bränder. Gräset kring floden är oftast kort och glest. I den nedre delen av floden är palmer och mangroveträsk vanliga.

## Utforskning
De första från utlandet som nådde Zambezi var troligen arabiska handelsmän, som kom till floden på 900-talet. På 1500-talet kom Vasco da Gama och andra portugiser till floden. De ville använda den till att utveckla en handel med guld, elfenben, och slavar. Fram till 1800-talet trodde man att floden (som då kallades Zanbere) flöt söderut från ett stort innanhav som också ansågs vara källan till Nilen. En kartläggning av floden gjordes inte förrän på mitten av 1850-talet, då den skotske upptäcktsresanden David Livingstone kartlade större delen av flodens lopp. Livingstone letade efter en handelsväg till den östafrikanska kusten, och hans karta förblev den mest exakta fram till 1900-talet, då man gjorde ytterligare undersökningar.

## Övrigt
Namnet "Zambezi" sägs komma från Tonga-folket, som lever i Zambia och betyder "Den stora floden".
I Zambezifloden finns flera vattenfall, bland annat världens största, Victoriafallen. Här finns även vattenkraftverken Kariba och Cahora Bassa, två av Afrikas största vattenkraftsprojekt.